# 잭 속
잭 속(Jack Sock, 1992년 9월 24일~)은 미국의 남자 테니스 선수이다. 지금까지 ATP 투어에서 단식 우승에서 1승, 복식에서 6승을 했다. 자체 최고 순위는 단식 22위, 복식 6위이다.
2011년 US 오픈 혼합 복식, 2014년 윔블던 남자 복식 우승자이다.
2016년 하계 올림픽에 참여, 2016년 하계 올림픽 테니스 혼합복식 부문에서 베서니 매틱샌즈과 팀을 이루어 금메달을 기록하였다.
2021년 8월, 2020년 하계 올림픽에 참여, 남자 복식에서 스티브 존슨과 팀을 이루어 동메달 획득하였다.

## 스포츠맨십
속은 오스트레일리아 퍼스에서 열린 2016 호프먼 컵에서 보여준 스포츠맨 정신에 대해 많은 찬사를 받았다. 레이턴 휴잇하고 경기를 하고 있었는데, 지고 있던 상황에서 휴잇이 강한 서브를 했지만, 심판은 선 밖으로 나갔다고 선언했다. 하지만 속이 휴잇에게 이의를 제기하라고 하였으며, 휴잇이 이의를 제기하였다. 판독 결과 선 안으로 들어온 인 처리가 되었다.